# Miguel Manrique

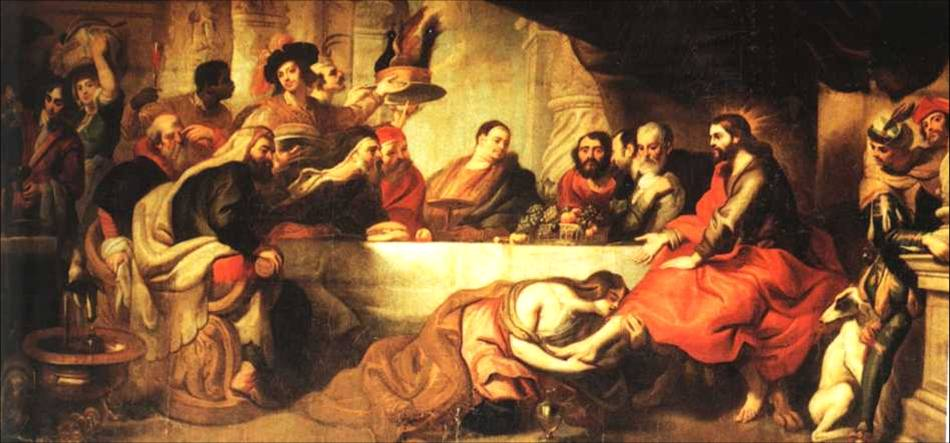
La Magdalena ungiendo los pies a Cristo, Catedral de Málaga.

Miguel Manrique, también conocido como Miguel de Amberes, (? -1647) fue un soldado y pintor barroco español, nacido en Flandes, hijo de padre español y madre flamenca. Establecido en Málaga en 1635 representa, junto con Pedro de Moya, la introducción del influjo flamenco en la pintura andaluza.

## Biografía
Hijo del capitán Juan Mateos Manrique y de Ana Lambert, de una humilde familia luxemburguesa, nació probablemente en Amberes hacia 1602. Antonio Palomino, en su biografía de Niño de Guevara, le llamó capitán y afirmaba que se formó como pintor en el taller de Rubens, de lo que no se tiene confirmación documental. Establecido en Málaga hacia 1635, tras pasar quizá por Italia, en su obrador se inició Juan Niño de Guevara, que firmó como testigo en su testamento, fechado el 8 de mayo de 1647, por el que se tiene constancia de que, además de a la pintura religiosa, Manrique prestó atención al retrato. Falleció tres días más tarde, el 11 de mayo de 1647. 
Gran parte de las pinturas de aire flamenco que se le atribuían en Málaga resultaron destruidas en los incendios de 1931 y 1936. De lo conservado, su obra más famosa es el cuadro de El convite de Jesús en casa de Simón el Fariseo, procedente del refectorio del convento de la Virgen de la Victoria y guardado actualmente en la capilla de San Julián de la catedral de Málaga. Elogiada por Ceán, quien siguiendo a Antonio Ponz decía de esta obra que ensalza a Manrique al grado de buen pintor naturalista, se trata en realidad de una copia de la conocida Cena en casa de Leví de Rubens (Museo del Ermitage), que Manrique pudo conocer a través de estampas, habiendo sido grabada muy pronto, sin que por otro lado quepa descartar que las variaciones introducidas en la composición se deban al grabado en el que se basara. 